# Цинга
Цинга́ (скорбут, лат. scorbutus) — хвороба людини, яка розвивається через нестачу в організмі вітаміну C. Якщо цинга відбувається у дітей, то її називають хворобою Барлоу.

## Причини й симптоми
Цинга розвивається при недостатньому надходженні вітаміну С (аскорбінова кислота) з їжею, може виникати також і при повноцінному харчуванні, якщо порушується засвоєння організмом вітаміну С.
Для цинги характерні порушення в центральній нервовій системі (неврастенія) та зміни на шкірі та слизових оболонках. Шкіра стає блідою, сухою, жорсткою, ясна спочатку бліді, згодом червоніють, набрякають, починають кровоточити. Зуби розхитуються і випадають. На шкірі з'являється дрібнокрапковий висип, виникають анемія та крововиливи у м'язи, серозно-геморагічний випіт у плевру, перикард тощо. Порушуються функції кишково-шлункового тракту, серцево-судинної системи, знижується тиск крові.

## Профілактика і лікування
Для попередження цинги необхідним є збалансоване харчування (споживання овочів і фруктів, що містять багато вітаміну С), приймання препаратів вітаміну С тощо.
Для лікування використовують аскорбінову кислоту, препарати вітаміну С в поєднанні з вітаміном P.

## Історичні випадки
- Жак Картьє в 1535 році виїхав на дослідження берегів Канади. На його кораблі весь екіпаж занедужав цингою. Двадцять шість матросів загинули від цинги, коли корабель підплив до річки Св. Лаврентія. Висадившись на берег, команда корабля не могла знайти в північних лісах ні лимонів, ні овочів. Однак Жаку Картьє вдалося зав'язати дружні стосунки з індіанцями, які вирішили допомогти йому і його товаришам: вони порадили лікуватись від цинги настоєм з соснової хвої. І Картьє врятував залишки своєї команди від смерті цим засобом[2].
- Роббі Вільямс у 2024 році почав приймати засіб, який пригнічує апетит, що дозволило йому позбутися 12 кілограмів. Однак в гонитві за ідеальним тілом співак не врахував ризики, пов'язані з нестачею поживних речовин. Як наслідок у 2025 році здивував шанувальників неочікуваною новиною: у нього діагностували цингу[3].

## Джерело
- Українська радянська енциклопедія : у 12 т. / гол. ред. М. П. Бажан ; редкол.: О. К. Антонов та ін. — 2-ге вид. — К. : Головна редакція УРЕ, 1974–1985., Том 12, К., 1985, стор. 220